# Yuichi Nagashima
Yūichi Nagashima (Japans: 長島 雄一, Nagashima Yūichi) (Kōnosu, 15 december 1957) is een Japanse seiyū (stemacteur). Op 24 augustus 2006 veranderde Yuichi zijn naam in "Cho" (チョー, Chō).
Nagashima heeft de stemmen van diverse films en televisieseries. Hij spreekt ook vaak de Japanse stemmen in voor de Japanse versie van een buitenlandse film.
Hij sprak de stemmen in van:
- Tarans/Tarantulas in Beast Wars
- Brook in One Piece
- Gennai in Saber Marionette
- Musica in Rave Master
- Jaken in InuYasha
- Kawakubo in Steam Detectives
- Steve in Colorful
- Hiroshi Uchiyamada in Great Teacher Onizuka
- Senshuu in Star Wars: Visions
- I.R. Raboon in de Japanse versie van Cow and Chicken en I Am Weasel
- Mason de chimpansee in de Japanse versie van Madagascar
- Wilson Phillips in JoJo's Bizarre Adventure: Stardust Crusaders

- International Standard Name Identifier: 0000 0004 0762 7738
- Library of Congress Control Number: no2015140126
- MusicBrainz: 3e351963-be0d-4c92-8688-a6228217dae1
- Virtual International Authority File: 275144783012199836902
- WorldCat: E39PBJhxrtV4FhQW8jKQTJG4MP